# Václav Litvan
Václav Litvan (6. února 1961 – listopad 2022) byl český fotbalový obránce.

## Fotbalová kariéra
V lize hrál za Dynamo České Budějovice. V československé lize nastoupil v 10 utkáních. V dorosteneckém věku působil v Igle České Budějovice. Během ZVS byl hráčem Rudé hvězdy Sušice.

## Ligová bilance
| Ročník                                   | Zápasy | Góly | Minuty | Klub                       |
| ---------------------------------------- | ------ | ---- | ------ | -------------------------- |
| 1. česká národní liga 1982/83            | 11     | 0    | –      | SK Dynamo České Budějovice |
| 1. česká národní liga 1983/84            | 19     | 0    | –      | SK Dynamo České Budějovice |
| 1. česká národní liga 1984/85            | 8      | 0    | –      | SK Dynamo České Budějovice |
| 1. československá fotbalová liga 1985/86 | 10     | 0    | 851    | SK Dynamo České Budějovice |
| CELKEM I. LIGA                           | 48     | 0    | 851    |                            |